# Fantastyczny wachlarz
Fantastyczny wachlarz (fr. Le Merveilleux éventail vivant) – francuski film krótkometrażowy z 1904 roku w reżyserii Georges'a Mélièsa.

## Fabuła
Przybywa na dwór królewski arystokrata (wniesiony w karocy-lektyce), który zostaje powitany przez mistrza ceremonii. Po krótkim powitaniu go wniesiony zostaje bogato zdobiony fotel na którym wskazane jest mu spocząć. Po chwili zostaje również wniesiona wielka skrzynia, która się otwiera by ukazać ogromny chociaż jeszcze złożony wachlarz, który jednakże chwilę później poczyna się rozkładać ukazując cały swój ogrom i piękno zdobień, a wszystko to żywo gestykulalnie anonsowane przez mistrza ceremonii. Później wachlarz ulega cudownym przeistoczeniom, w których w miejsce poszczególnych modułów wachlarza pojawiają się kobiety (pojawiwszy się są jeszcze "oprawione w szkielet wachlarza", którego później po następnych przeistoczeniach nie ma), by następnie w cudowny sposób "zespołowo" przeistaczać swój styl odzienia przy żywym zainteresowaniu arystokraty.